# Phrynium interruptum
Phrynium interruptum är en strimbladsväxtart som först beskrevs av Karl Moritz Schumann, och fick sitt nu gällande namn av Piyakaset Suksathan och Finn Borchsenius. Phrynium interruptum ingår i släktet Phrynium och familjen strimbladsväxter.
Artens utbredningsområde är Filippinerna. Inga underarter finns listade.